# Verzorgingsplaats De Schaars
Verzorgingsplaats De Schaars is een Nederlandse verzorgingsplaats, die is gelegen aan het gemeenschappelijke trajectdeel van de autosnelwegen A12 en A50 nabij Schaarsbergen in de gemeente Arnhem. Doordat deze verzorgingsplaats precies tussen knooppunt Waterberg en knooppunt Grijsoord ligt, een stukje snelweg dat zowel A12 als A50 is, is dit een van de weinige verzorgingsplaatsen in Nederland die aan twee snelwegnummers ligt.
De naam De Schaars komt van een heuvelrug juist ten noorden van Arnhem, in de buurt van Schaarsbergen.
Richting Beek:
De Andel · 
Bijleveld · 
De Forten · 
Bloemheuvel · 
De Buunderkamp · 
Oudbroeken · 
Bergh
Richting Den Haag:
Bergh · 
Aalburgen · 
De Schaars · 
't Ginkelse Zand · 
Oudenhorst · 
Hellevliet · 
Bodegraven · 
Knorrestein
Richting Emmeloord: De Gagel · De Slenk · De Somp · Kolthoorn · Zalkerbroek
Richting Eindhoven: Zalkerbroek · Het Veen · De Brink · De Schaars · Weerbroek · Ganzenven · Sonse Heide